# بناء اجتماعي للتقانة
البناء الاجتماعي للتقانة (ونشير إليه أيضًا باسم SCOT) وهي نظرية في مجال دراسات العلوم والتقانة. وقد جادل دعاة SCOT -أي البنائيون الاجتماعيون- في أن التقانة لا يمكن أن تحدد العمل البشري، بل إن العمل البشري قد يشكل التقانة. وكما أنهم يجادلون في أن طرق استخدام التقانة لا يمكن فهمها بدون أن نفهم كيفية تضمين هذه التقانة في سياقها الاجتماعي، SCOT هي استجابة للحتمية التكنولوجية وتعرف أحيانًا بالبنائية التقانية .
و قد تعتمد نظرية SCOT على العمل المنجز في المدرسة البنائية لعلم اجتماع المعرفة العلمية، ولقد شملت مواضيعه الفرعية نظرية شبكة الممثلين (وهي فرع من فروع علم اجتماع العلوم والتكنولوجيا) والتحليل التاريخي للأنظمة الاجتماعية التقنية، مثل عمل المؤرخ توماس ف هيوز.لقد بين أساليبها التجريبية وهي تكيف البرنامج التجريبي للنسبية (EPOR)، والذي يحدد طريقة التحليل لإثبات الطرق التي قد يتم بها بناء النتائج العلمية اجتماعيًا (انظر البرنامج القوي). ومن القائمين على SCOT هما الرئيسيين Wiebe Bijker و Trevor Pinch .
وقد رأت نظرية SCOT أن أولئك الذين يسعون إلى فهم أسباب قبول أو رفض التكنولوجيا يجب أن ينظروا إلى العالم الاجتماعي. ولكن لا يكفي، ووفقًا لـ SCOT ، ولتفسير نجاح التكنولوجيا من خلال القول أنها «الأفضل» - ويجب على الباحثين الاطلاع في كيفية تحديد معايير «الأفضل» وما هي المجموعات وأصحاب المصلحة الذين قد يشاركون في تعريفها. وعلى وجه الخصوص، يجب أن يتسائلوا من الذي قد يحدد المعايير الفنية التي قد يقاس بها النجاح، ولماذا يتم تحديد المعايير المتقنة بهذه الطريقة، ومن الذي يتم تضمينه أو استبعاده. وقد جادل الرئيسين بينش وبيكر بأن الحتمية التكنولوجية هي أسطورة قد نتجت عندما ينظر المرء إلى الوراء ويعتقد أن المسار الذي تم اتخاذه إلى الحاضر هو المسار الوحيد الممكن.
و إن SCOT ليست مجرد نظرية، ولكنها أيضًا منهجية: فهي قد تبين الطابع الرسمي على الخطوات والمبادئ التي قد يجب اتباعها عندما يرغب شخص في تحليل أسباب الفشل أو النجاحات التكنولوجية.

## تراث البرنامج القوي في علم اجتماع العلوم
وعند نقطة تصورها، قد كان نهج نظرية SCOT مدفوعًا جزئيًا بأفكار البرنامج القوي في علم اجتماع العلوم (Bloor 1973). وفي مقالهم الأساسي، والذي يشير Pinch و Bijker إلى مبدأ التناظر باعتباره العقيدة الأكثر تأثيرًا في علم اجتماع العلوم، والتي يجب ان تطبق في التحقيقات التاريخية والاجتماعية للتكنولوجيا أيضًا. وقد ارتبط بقوة بنظرية السبور الاجتماعية.

### تناظر
لقد أكد مبدأ التناظر أنه عند شرح أصول المعتقدات العلمية، أي تقييم نجاح وفشل النماذج أو النظريات أو التجارب، قد يجب على المؤرخ أوعالم الاجتماع نشر نفس النوع من التحليل في حالات النجاح كما في حالات الفشل. وعند التحقيق في المعتقدات، قد يجب على الباحثين أن يكونوا محايدين للحقيقة (الباطنية) أو الكاذبة لتلك المعتقدات، ويجب أن تكون التفسيرات غير متحيزة لأي طرف.وقد اعتمد البرنامج القوي على الموقف النسبي أو الانحياد فيما يتعلق بالحجج التي يطرحها الفاعلون الاجتماعيون للقبول أو الرفض لأي تقنية. ولكن يجب التعامل مع جميع الحجج (الاجتماعية والثقافية والسياسية والاقتصادية والتقنية) على قدم المساواة.
ويعالج مبدأ التناظر المشكلة التي فد يميل المؤرخ إلى تفسير تفوق النظريات الناجحة من خلال الإشارة إلى «الحقيقة الموضوعية»، أو «التفوق التقني» المتأصل، ولكن في حين أنه من المرجح أن يقدم تفسيرات سوسيولوجية (مستشهداً بالتأثير السياسي أو أسباب اقتصادية) فقط في حالة الفشل. وعلى سبيل المثال، بعد أن شهدت النجاح الواضح للدراجة التي تعمل بسلسلة العقود، وانه من المغري أن تنسب نجاحها إلى «التكنولوجيا المتقدمة» مقارنة بـ «البدائية» Penny Farthing ، ولكن إذا تمعنا في النظر وبشكل متناظر في التاريخ (كما قد فعل Pinch و Bijker)، قد يمكننا أن نرى أنه في البداية تم تقييم الدراجات وفقًا لمعايير قد تختلف تمامًا عن الزمن الحديث. وقد قدر المتبنون الأوائل (كان معظمهم من الشباب، والسادة الأثرياء) السرعة، والتشويق، المذهلة في سيارة Penny Farthing - ولكن على النقيض من الأمن والاستقرارفي دراجة الأمان التي تقودها السلسلة. لقد أثرت العديد من العوامل الاجتماعية الأخرى (وعلى سبيل المثال، وهي الحالة العمرانية والنقل المعاصرة، وعادات ملابس النساء والنسوية) ولقد غيرت التقييمات النسبية لنماذج الدراجات.
قد تشير القراءة الضعيفة لمبدأ التناظر إلى أنه من الغالب ان يكون هناك العديد من النظريات أو التقنيات المتنافسة، والتي قد تمتلك جميعها القدرة على تقديم الحلول المختلفة قليلاً لمشاكل مماثلة.و في هذه الحالات، قد تثير العوامل الاجتماعية التوازن بينها: لهذا السبب يجب أن نوليها نفس الاهتمام.
ومن شأن القراءة البنائية الاجتماعية القوية أن نضيف أنه حتى ظهور الأسئلة أو المشاكل التي قد يتعين حلها وتحكمها على القرارات الاجتماعية، وبالتالي فإن مبدأ التماثل قد ينطبق على القضايا التقنية البحته على ما يبدو.

## المفاهيم الأساسية
لقد تم تكييف المفاهيم و «المراحل» التالية من نظرية SCOT من البرنامج التجريبي للنسبية وهو (EPOR).

### مرونة تفسيرية
المرونة التفسيرية وهي أن كل قطعة أثرية تكنولوجية لها معاني وتفسيرات مختلفة للمجموعات المختلفة. ويظهر بيكر وبينش في نظريتة أن إطار الهواء في الدراجة الهوائية يعني وسيلة نقل أكثر ملاءمة لبعض الأشخاص، ولكن يعتبرة البعض إزعاجًا تقنيًا ومشكلات في الجر وجماليات قبيحة للآخرين.و في إطارات السباق الهوائي قد تم تسريعها بسرعة أكبرمن سرعتها.
وقد تولد هذه التفسيرات البديلة مشاكل مختلفة التي يجب حلها. ولكن كيف يجب إعطاء الأولوية للجماليات والراحة والسرعة؟ وما هي أفضل «مفاضلة» بين السحب والسرعة؟

#### الفئات الاجتماعية ذات الصلة
المجموعات الأساسية ذات الصلة وهي مستخدمي الأداة الفنية ومنتجيها ، ولكن في الغالب يمكن تحديد العديد من المجموعات الفرعية ومنها - المستخدمين ذوي الوضع الاجتماعي والاقتصادي المختلفين والمنتجين المتنافسين، إلى اخره.و في بعض الأحيان، قد توجد مجموعات ذات صلة ليست من مستخدمي التكنولوجيا أو منتجين لها، وعلى سبيل المثال، هم الصحفيين والسياسيين والمنظمات المدنية. وقد جادل البروفيسور تريفور بينش بأنه قد يجب أيضًا تضمين مندوبي المبيعات للتكنولوجيا في دراسة التكنولوجيا.ولكن يمكن تمييز المجموعات بناءً على تفسيراتها المشتركة أو المتباينة للتكنولوجيا المعنية.

#### مرونة التصميم
وكما أن للتكنولوجيا معاني مختلفة في مجموعات اجتماعية مختلفة، قد يوجد هناك دائمًا طرق متعددة لبناء التقنيات. وتصميم معين هو مجرد نقطه من بحر في المجال الكبير من الاحتمالات التقنية، مما يعكس تفسيرات مجموعات معينة ذات صلة.

#### المشاكل والصراعات
وغالبًا ما تؤدي التفسيرات المختلفة إلى تضارب بين المعايير التي قد يصعب حلها من الناحية التكنولوجية (وعلى سبيل المثال، في حالة الدراجة، التي كانت إحدى هذه المشاكل هي كيف يمكن للمرأة ركوب الدراجة وهي مرتدية التنورة بينما قد لا تزال تلتزم بمعايير اللياقة). والصراعات بين الجماعات ذات الصلة هي:(«مكافحة الدراجات» ضغطوا من أجل حظر الدراجات). وقد وجد مجموعات مختلفة في مجتمعات مختلفة تبني مشاكل مختلفة، ومما قد يؤدي إلى تصاميم مختلفة.
وفي المرحلة الأولى من منهجية البحث SCOT وهي إعادة بناء التفسيرات البديلة للتكنولوجيا، وتحليل المشاكل والصراعات التي تثيرها هذه التفسيرات، والتي تم ربطها بميزات تصميم التحف التكنولوجية.وقد يمكن تصور العلاقات بين المجموعات والمشاكل والتصاميم في الرسوم البيانية.

### الاغلاق
وبمرور الوقت، ومع تطور التقنيات، قد تنهار المرونة التفسيرية والتصميم من خلال آليات الإغلاق. مثالان لآليات الإغلاق:
1. الإغلاق البلاغي : عندما ترى الفئات الاجتماعية أن المشكلة قد تم حلها، تقل الحاجة إلى التصاميم البديلة. غالبًا ما يكون هذا نتيجة للإعلان.
2. إعادة تعريف المشكلة : يمكن تثبيت تصميم يقف في بؤرة النزاعات باستخدامه لحل مشكلة جديدة مختلفة، ينتهي بها المطاف إلى حلها بهذا التصميم. كمثال، تضاءلت المشاكل الجمالية والفنية للإطارات الهوائية، حيث تقدمت التكنولوجيا إلى المرحلة التي بدأت فيها دراجات الإطارات الهوائية في الفوز بسباقات الدراجات. كانت الإطارات لا تزال تعتبر مرهقة وقبيحة، لكنها قدمت حلاً لـ «مشكلة السرعة»، وهذا تجاوز المخاوف السابقة.

وان الإغلاق غير دائم.و قد تشكل المجموعات الاجتماعية الجديدة المرونة التفسيرية وتعيد تقديمها، مما قد يتسبب في جولة جديدة من الجدل أو الصراع حول التكنولوجيا. (وعلى سبيل المثال، في التسعينات من القرن التاسع عشر، كان يُأمل بأن السيارات قد تكون هي البديل «الأخضر»، وهي تقنية أنظف صديقة للبيئة، والمركبات التي تعمل بخيول؛ وبحلول الستينيات، قد قدمت مجموعات اجتماعية جديدة وتفسيرات جديدة حول التأثيرات البيئية للسيارات، وقد كان الاستنتاج معاكس.)

### ربط محتوى الأداة التكنولوجية بالوسط الاجتماعي السياسي الأوسع
وهذه هي المرحلة الثالثة من منهجية SCOT ، ولكن المقالة الرئيسية لـ Pinch و Bijker لا يمكن ان تنتقل إلى هذه المرحلة. ولكن مع ذلك، يفعل العديد من المؤرخين وعلماء الاجتماع الآخرين للتكنولوجيا. وعلى سبيل المثال، قد أظهرالمؤلف بول ن. إدواردز في كتابه «العالم المغلق: أجهزة الكمبيوتر وسياسة الخطاب في أمريكا الحرب الباردة»  والعلاقات القوية بين الخطاب السياسي للحرب الباردة وتصاميم الكمبيوتر في هذه الحقبة الزمنية.

## نقد
وفي عام 1993، لقد نشر الفيلسوف لانغدون وينر نقدًا مؤثرًا لـنظرية SCOT بعنوان «عند فتح الصندوق الأسود والعثور عليه فارغًا: البنائية الاجتماعية وفلسفة التكنولوجيا». وفي ذلك، انه يجادل البنائية الاجتماعية وهي برنامج بحثي في نطاق ضيق للغاية. ويحدد القيود المحددة التالية في البنائية الاجتماعية:
1. يشرح كيف تنشأ التقنيات، لكنه يتجاهل عواقب التقنيات بعد وقوعها. وينتج عن علم اجتماع لا يقول شيئًا عن كيفية أهمية هذه التقنيات في السياق الأوسع.
2. يدرس المجموعات والمصالح الاجتماعية التي تساهم في بناء التكنولوجيا، لكنه يتجاهل أولئك الذين ليس لهم صوت في العملية، ولكنهم يتأثرون بها. وبالمثل، عند توثيق حالات الطوارئ والاختيارات التكنولوجية، فإنه يفشل في حساب تلك الخيارات التي لم تصل إلى الطاولة. وفقا لوينر، ينتج عن ذلك علم الاجتماع المحافظ والنخبوي.
3. إنها سطحية من حيث أنها تركز على كيفية تأثير الاحتياجات والمصالح والمشكلات والحلول الفورية للمجموعات الاجتماعية المختارة على الاختيار التكنولوجي، ولكنها تتجاهل أي أصول ثقافية أو فكرية أو اقتصادية أعمق محتملة للخيارات الاجتماعية المتعلقة بالتكنولوجيا.
4. يتجنب بنشاط اتخاذ أي نوع من الموقف الأخلاقي أو إصدار حكم على المزايا النسبية للتفسيرات البديلة للتكنولوجيا. هذا اللامبالاة يجعلها غير مفيدة في معالجة المناقشات الهامة حول مكان التكنولوجيا في الشؤون الإنسانية.

ومن بين النقاد الآخرين عالم الحاسب الآلي ستيوارت راسل مع رسالته في مجلة «الدراسات الاجتماعية للعلوم» وهي بعنوان «البناء الاجتماعي للقطع الأثرية: واستجابة لقرص وبيكر».

## روابط خارجية
- STS Wiki